# Krasnaja pleseň
Krasnaja pleseň (rusky: Красная плесень; Červená plíseň) je hudební skupina, kterou v kdysi ukrajinském městě Jalta založil Pavel Jacyna. Skupina je známá v Rusku a na Ukrajině svými vulgárními písněmi o všem možném, příběhy, častuškami a vtipy. Za dobu své existence skupina vytvořila 56 alb a tři DVD animovaných videoklipů. V roce 1989 byl Jacyna jediným členem skupiny a také vymýšlel smyšlené členy skupiny (Valentin Perov, Sergej Mučuljak).

## Historie skupiny
Mezi lety 1989 a 1994 v improvizovaných podmínkách vytvořil Jacyna první čtyři alba. Poté Jacyna za pomoci zpěvaček, parodistů a muzikantů vytvořil dalších 7 alb. Od roku 1995 do 2001 spolupracoval na dalších albech s ředitelem studia Vest (Вест). Od roku 2001 neměla skupina žádné stálé členy a střídalo se v ní mnoho lidí. Od roku 2009 začala skupina hrát často na koncertech.

## Tematika
Žánry skupiny jsou velmi různé. V její tvorbě jsou velmi časté vulgarismy. Do alb také přidávají krátké příběhy, povídky a vtipy. Alba mívají svůj žánr, kterého se drží nebo jsou alba, kde se různé žánry kombinují. Zatímco první alba byla spíše antikomunistická, v albech vydaných po roce 2000 byl komunismus téměř vychvalován. Samotná skupina své texty vnímá jako humorné a naprosto nereálné a negativně vnímá, pokud jejich texty berou mladí lidé vážně. Každé album se drží také určitého tématu:

### Alba podle témat
V závorce za názvem alba je název přepsaný do české latinky.
- Sex – В первый раз (V pervyj raz), Школьная любовь (Školnaja ljubov)(Первая любовь) , ЦПХ (CPCH), Миньет (Miňet).
- Drogy – Галюны (Galjuny), Свинцовый туман (Svincovyj tuman), Подбей косую (Podbej kosuju), Уйти во мрак (Ujti vo mrak), В полнолунную ночь (V polnolunnuju noč), Бульбулятор (Bulbuljator)
- Alkoholismus – Новый год (Novyj god), Деревенский рай (Derevenskij raj)
- Kriminalismus – Кидалово (Kidalovo), Тысь-анадысь (Tys-anadys), Пистолет (Pistolet)
- Sexuální úchylky – Зоофил (Zoofil), Онанист (Onanist), Некрофил (Nekrofil)
- Anarchie – Мы с пацанами едем на разборки (My s pacanami jedem na razborki), За родину в торец! (Za rodinu v torec!), Ужратые панки (Užratye panki)
- Xenofobie – Коммунист (Kommunist), Конченая блядь (Končevaja bljaď)
- Třetí říše – Утро в гестапо (Utro v gestapo), Русиш партизанен (Rusiš partizenen), Пантера-2 (Pantera-2)
- Patriotismus – Патриотическая (Patriotičeskaja), Красная Армия (Krasnaja armija), С 23 февраля! (S 23.fevralja!), Письмо Рейгану от рабочих Урала (Pismo Rejganu ot rabočich urala)
- Láska – 20 лет (20let), На землю капает дождь (Na zemlju kapaet dožď), Белокурая девчонка (Belokuraja devčonka), Прощай (Proščaj), Моя последняя любовь (Moja poslednjaja ljubov), Только помни меня (Tolko pomni menja), Мальчик (Malčik), Ты пойми (Ty pojmi), Не улетай (Ne uletaj)
- Filozofie – Однажды (Odnaždy), Я бы хотел (Ja by chotel), Мир абстрактных иллюзий (Mir abstraktnych illjuzij), Ржавое солнце (Ržavoe solnce), Замкнутый круг (Zamknutyj krug), Закат с рассветом (Zakat s rassvetom), Ночка (Nočka), Там, где ты (Tam, gde ty), Уничтожили ночь (Uničtožili noč), Ветер (Veter), У кого-то есть (U kogo-to esť), Может (Možet), Это сон (Jeto son), Электричество (Jelektričestvo)
- Mysticismus – Вурдалачная ночь (Vurdalačnaja noč), Клиническая смерть (Kliničeskaja smerť), Памяти всех безвременно ушедших (Pamjati vsech bezvremenno ušedšich), В полнолунную ночь (V polnolunnuju noč), Шабаш (Šabaš)
- Armáda – Мама (Mama), Афганистан (Afganistan), ДМБ (DMB)
- Humor – Кооператив (Kooperativ), Амнезия (Amnezija), Медкомиссия (Medkomissija)
- Protest proti pop kultuře – Попса (Popsa), Гимн панков (gimn pankov), Плесень на TV (Pleseň na TV), Юный попсист (Junyj popsist)

- Protest proti globalizaci – Китайские товары (Kitajskie tovary), Прощай (Proščaj), Америка (Amerika), Боинг (суп для тёщи) (Bonig, sup dlja tjošči)

### Úryvky z textů
Texty jsou často velmi vtipné, vulgární a bývají i brutální. Například se v písních zpívá:
- O opilém zemědělci, jak se válí v exkrementech. (На скотном дворе)
- O tom jak muž snědl starý kompot od své ženy, poté se mu udělalo špatně a prdnul si až manželka spadla na zem a otevřela se vrata. (Компот)
- Jak děti ve škole narvaly ředitele školy do záchoda. (Частушки СССР)
- O babičce, která tonula v řece s houslovým smyčcem v řiti. (Частушки СССР)
- Jak rodiče učili svoji dceru souložit. (Песня Зятя)
- Ať se oběsí na lustru nebo skočí z balkona každý, komu se nelíbí hudba Krasnoj Plesni. (Вступление марсельского баллета 2)
- O vykastrovaném kocourovi. (Заебаль мой кот)
- O vnukovi homosexuálovi, z kterého si všichni v armádě udělali děvku. (Письмо внуку)
- O ženě, která neumí řídi auto. (За рулём пизда)

## Technika
Ze začátku se tvořilo v domácnosti za pomoci syntezátoru Yamaha a nahrávalo se na audiokazetu. V prvních písních je občas slyšet i rozhovory, které probíhaly při nahrávání. V letech 1994-1996 ještě kvalita nahrávek není nijak vysoká, ale už se začíná s pokusy o vylepšování. Od roku 1997 se už písně nahrávají v profesionálním studiu. Na bubny se ve studiu nehrálo, ale imitovaly se strojově. Od 40. alba se v písních ozývá zcela běžně i kytara.

## Lidé, kteří ve skupině účinkovali
Ve skupině se používaly také přezdívky, ty jsou napsané v závorce vedle jména.

### 1989–1994
- Pavel Jacyna – zpěv, hudba, doprovodný zpěv, texty, kytara, klávesy
- Vladimir Zamotajev – texty, ideje

### 1994–1995
- Pavel Jacyna – zpěv, hudba, doprovodný zpěv, texty, kytara, klávesy
- DJ Jej – parodování
- Anton Taran – kytara
- Vladimir Zamotajev – texty, ideje
- Vladimir Semjonov – zpěv, kytara, syntetozátor
- Olesja – zpěv
- Stella Serdjuková – zpěv

### 1997–2004
- Pavel Jacyna – zpěv, hudba, doprovodný zpěv, texty, kytara, klávesy
- Dmitrij Osipov (Voroncov) – parodování hlasů
- Roman Murazanov (Ruš) (do roku 2001) – zpěv, parodování
- Sergej Levčenko (od roku 2001) – parodování, zpěv, doprovodný zpěv
- Olga Sopinová (od roku 2001) – zpěv, parodování
- Jekatěrina Peretjaťková (DJ Kati) – zpěv
- Alla Safronjaková (Galja Ukurennaja) – zpěv
- Natalja Katanovová (Pankovová) – zpěv
- Roman Becha – umělec

### 2004–2010

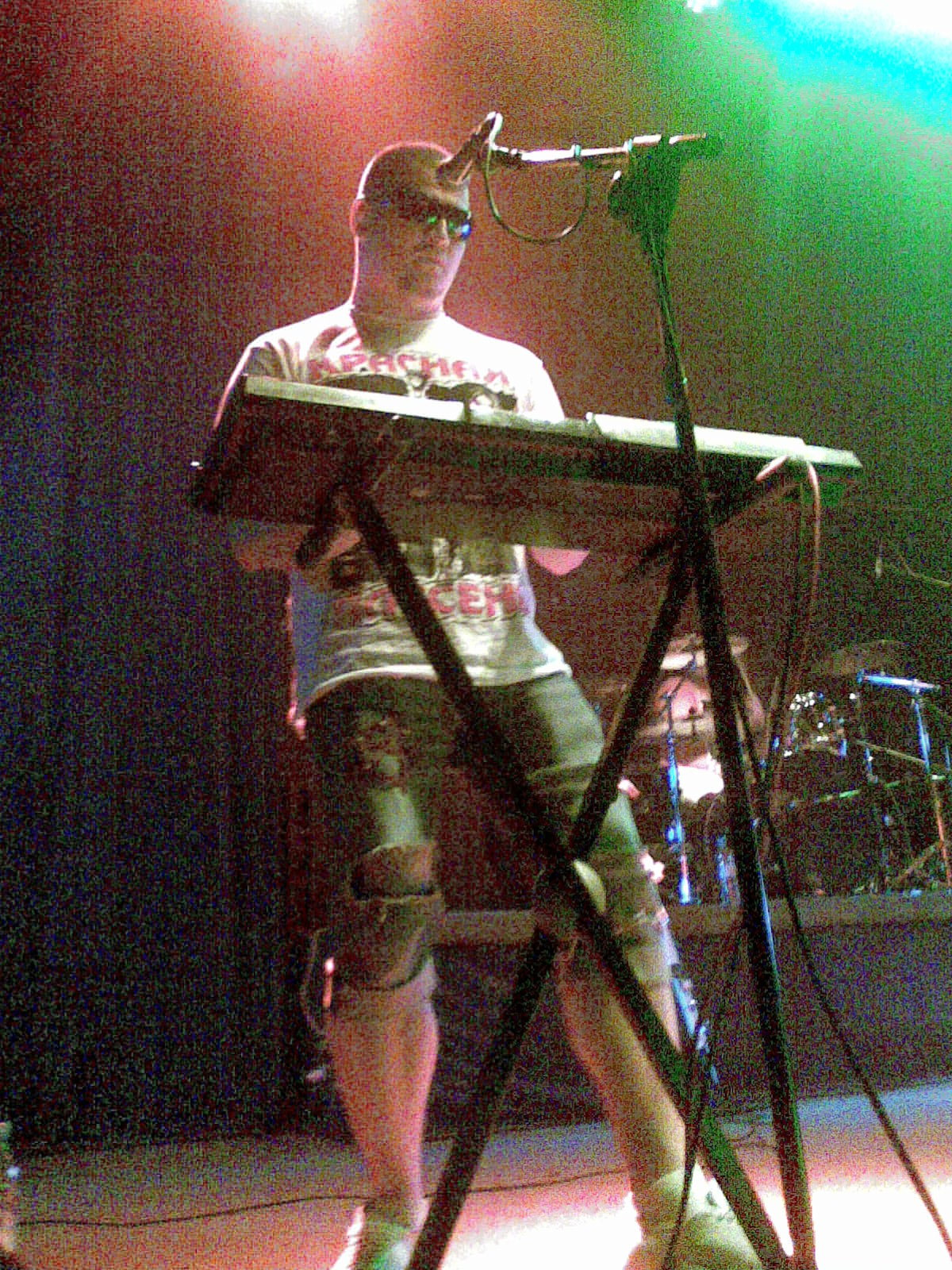
Sergej "Sid" Michajlov

- Pavel Jacyna – zpěv, hudba, doprovodný zpěv, texty, kytara, klávesy
- Sergej Levčenko – parodování, zpěv, doprovodný zpěv
- Olga Sopinová – zpěv, parodování
- Jekatěrina Peretjaťková (DJ Kati) – zpěv
- Sergej Michajlov (Sid) – parodování
- Dmitrij Letjuk (Demaz) (od roku 2007) – parodování
- Pavel Bezrukov – kreslení, design, videoklipy

### 2010–současnost
- Pavel Jacyna – zpěv, hudba, doprovodný zpěv, texty, kytara, klávesy
- Sergej Michajlov (Sid) – parodování
- Pavel Bezrukov – kreslení, design, videoklipy
- Nika Morozovová – kytara (při koncertech), vedoucí skupiny při koncertech
- Sergej Michajlov (Sid) – klávesy, doprovodný zpěv, parodování
- Pavel Petrov (Pashoo) – bubny
- Letjuk Dmitrij (Demaz) – texty, parodování, klávesy
- Bezrukov Pavel – designer

### Ostatní
- Viktor Vjunnikov (alba 12-53) – kytarista
- Konstantin Atamanov – syntetizátor
- Alexandr Basov – kytara, baskytara, syntetizátor
- Dmitrij Kvitnickij (alba 8, 11, 14) – kytara
- Andrej Basjuk (Jerdna Kusav) (alba 11, 51) – parodování
- DJ Amigo (alba 18, 19) – syntetizátor
- Konstantin Krasnov (album 14) – syntetizátor
- Světlana N. (album 6) – zpěv
- Lena Simerdžidi (album 9) – zpěv
- Tanja (album 11) – zpěv
- Marina A. (album 11) – zpěv
- Marina Ivanovskaja (album 13) – zpěv
- Rita (album 14) – zpěv

### Sestava při koncertech
- Pavel Jacyna – zpěv, kytara
- Nika Morozovová – hlavní kytara, vede koncert
- Sergej Michajlov – klávesy, doprovodný zpěv, parodování
- Pavel Petrov – bubny